# Metasequoia
Metasequoia és un gènere de coníferes de la família de les cupressàcies. Són caducifolis de creixement ràpid que poden arribar a fer 60 metres d'alçada.
Conté una única espècie vivent, Metasequoia glyptostroboides, considerada un fòssil vivent. És nativa de la Xina dins la regió de Sichuan-Hubei.. Va ser redescobert l'any 1944 i ha esdevenir un arbre ornamental.
Junt amb Sequoia sempervirens i Sequoiadendron giganteumMetasequoia està classificada dins la subfamília de les cupressàcies Sequoioideae. Es coneixen també espècies fòssils.

## Aparença
Les fulles fan d'1 a 3 cm de llarg, es tornen de color vermell marronós abans de caure a la tardor. Només fa pinyes en llocs d'estius càlids.

## Paleontologia
S'han trobat fòssils d'arbres del gènere Metasequoia en diverses parts de l'hemisferi nord: M. foxii, M. milleri, i M. occidentalis (Farjon 2005). Durant el màxim tèrmic de Paleocè-Eocè els boscos de Metasequoia van arribar tan al nord com l'illa Axel Heiberg al nord del Canadà a uns 80°N de latitud. Grans troncs petrificats de Metasequoia occidentalis formen la major part de les bad lands de Dakota del Nord.

Es creia que es van extingir completament durant el Miocè fins que es va descobrir Metasequoia glyptostroboides a la Xina.

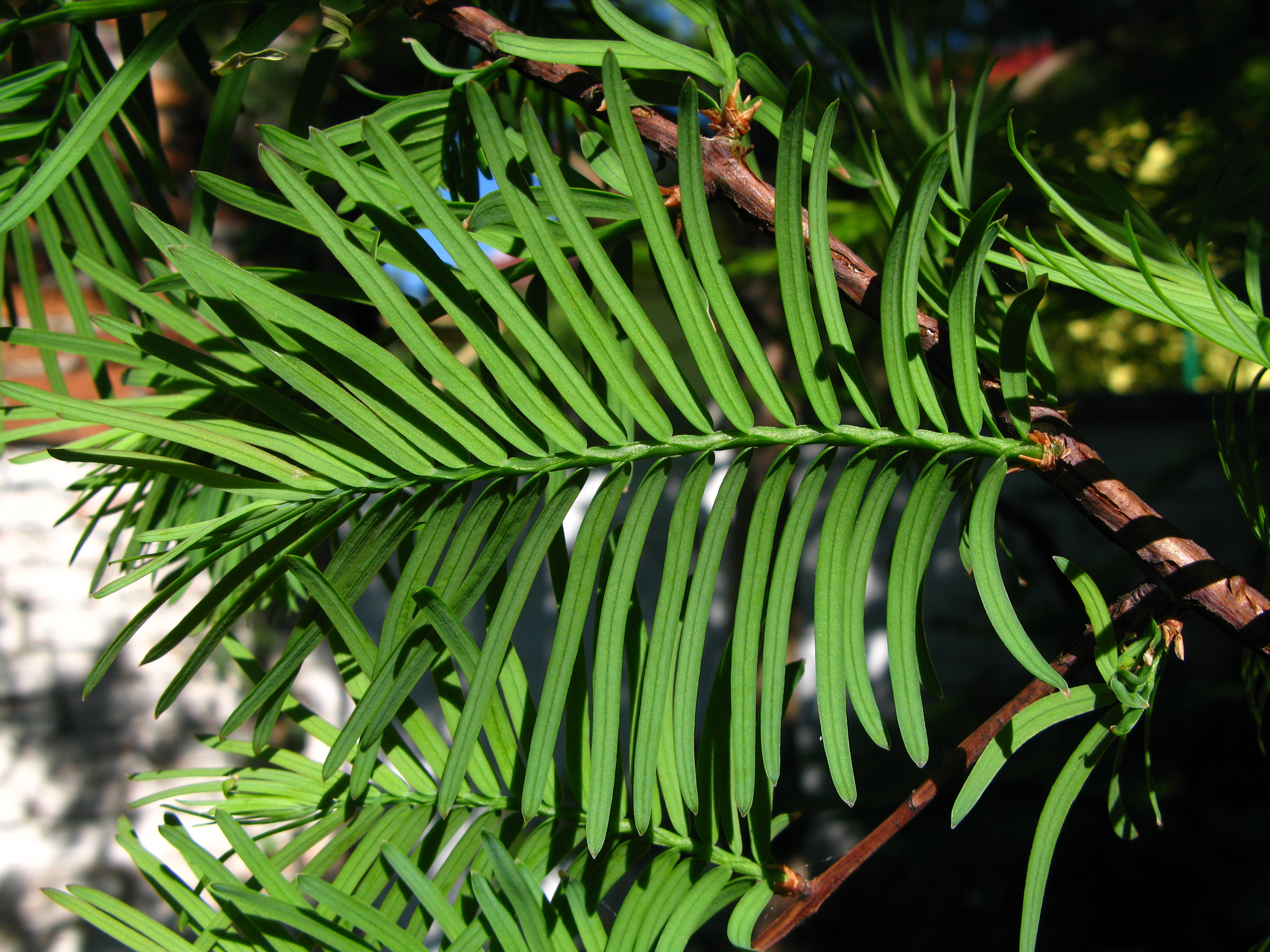
Fulles
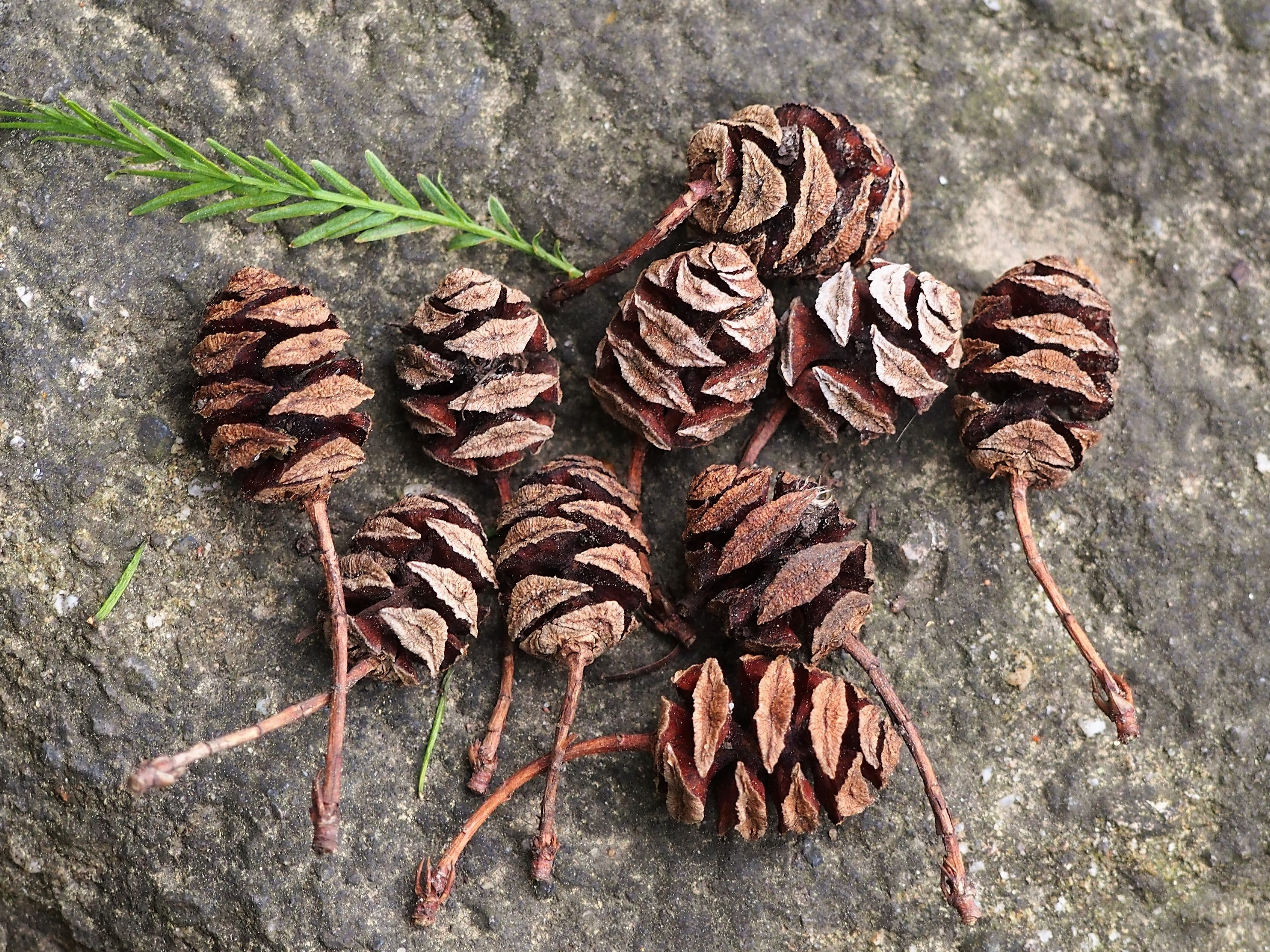
Pinyes
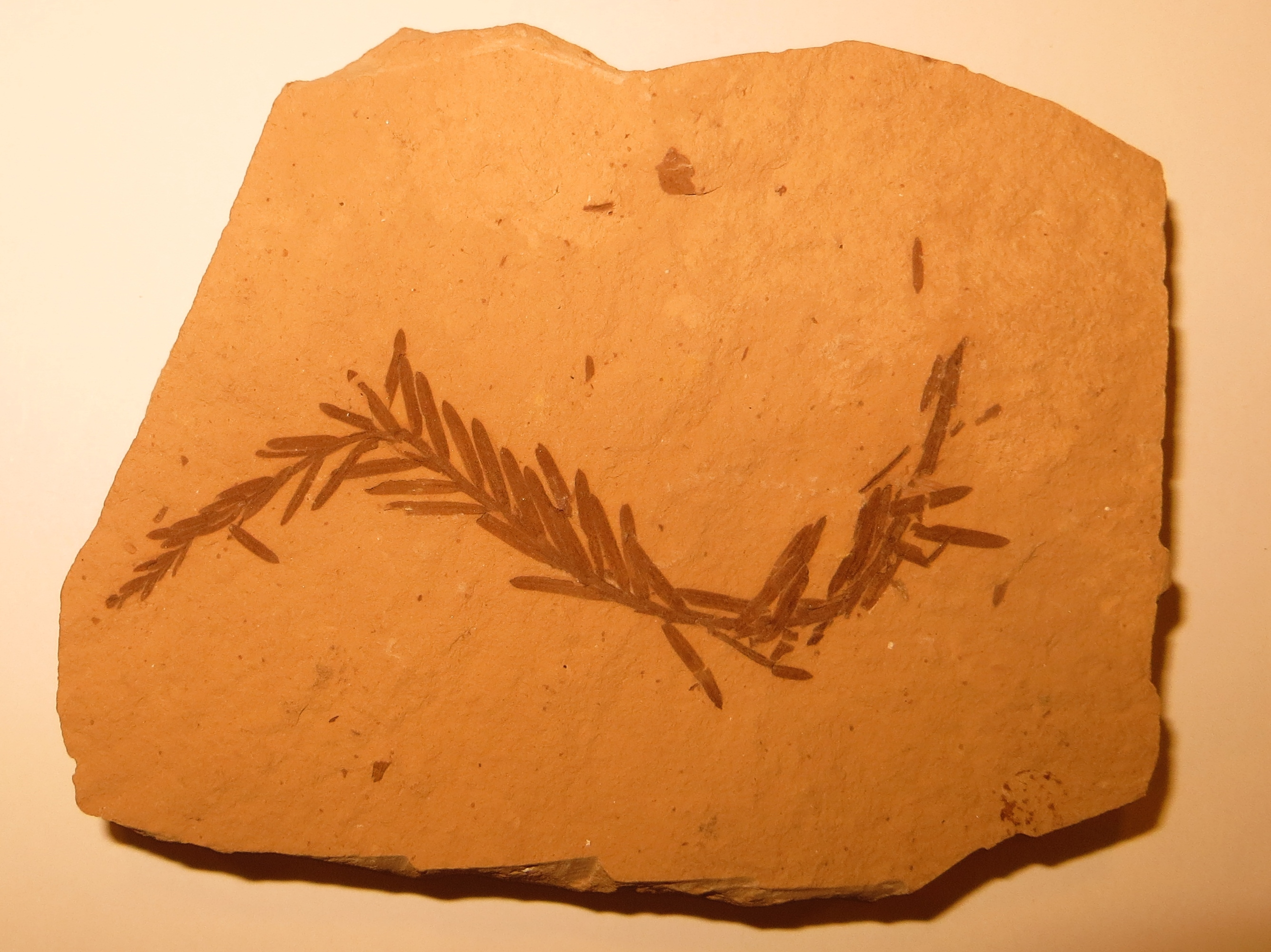
Fulles fossilitzades
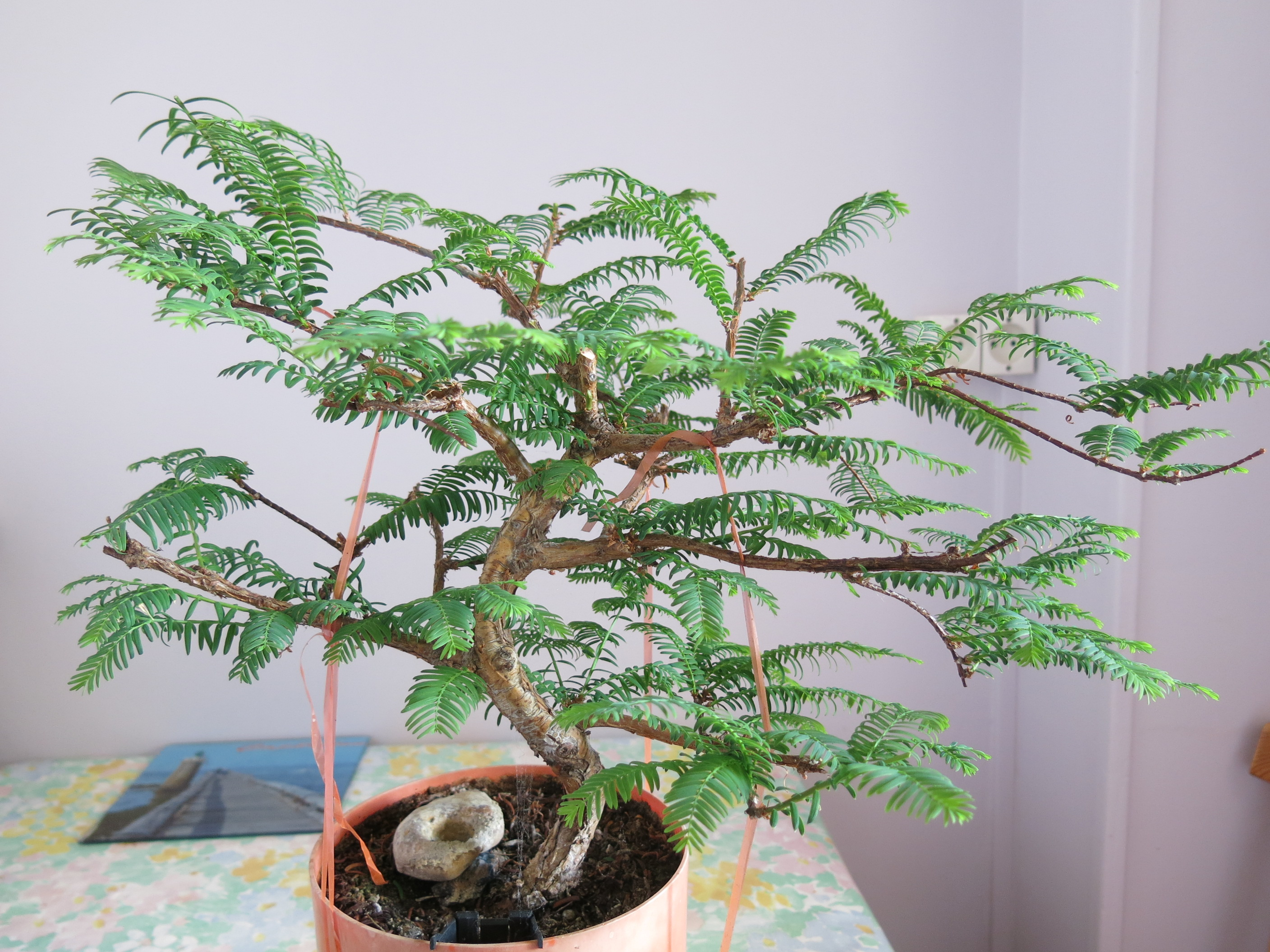
Bonsai